# John Michell
John Michell (25 de diciembre de 1724 - 29 de abril de 1793) fue un filósofo de la naturaleza y sacerdote inglés, cuya labor abarcó una amplia gama de temas, desde la astronomía a la geología, la óptica y la gravitación. Era a la vez un teórico y un experimentador.
Michell diseñó una balanza que permitiría medir -por primera vez- el efecto llamado «fuerza de gravedad» que aplicaría en objetos situados en el laboratorio. Con posterioridad a la muerte de Michell, Cavendish terminó el experimento. Michell creó el concepto «estrella oscura» (versión newtoniana del agujero negro), en una carta que en el año 1784 dirigió a Henry Cavendish.
La idea de Michell devino de la elucubración filo-matemática de la velocidad de escape, que en la Tierra es aproximadamente de unos 40 000 km/h. Sobre la base de ello, imaginó una estrella más y más densa y pesada, tanto que llegara un momento en que la “velocidad de escape” fuese igual a la velocidad de la luz. Y si la estrella fuese aún más pesada y densa, entonces un objeto no podría escapar ni siquiera moviéndose a la “velocidad de la luz”.
Cuando los llamados «campos gravitacionales» son muy intensos, la Teoría de Newton falla. Por eso para estrellas densas y pesadas, es la visión de Karl Schwarzschild y no la de Michell la que es más exacta con las interpretaciones actuales. 
Fue miembro esporádico de la Sociedad Lunar.

## Trabajo científico
En 1750, Michell publicó en Cambridge una obra de unas ochenta páginas titulada "A Treatise of Artificial Magnets", en la que presentaba un método fácil y expeditivo para producir imanes superiores a los mejores imanes naturales. Además de la descripción del método de magnetización que aún lleva su nombre, esta obra contiene diversas observaciones precisas sobre el magnetismo, y presenta una lúcida exposición de la naturaleza de la inducción magnética.
En un momento dado, Michell intentó medir la presión de radiación de la luz enfocando la luz solar en un lado de la aguja de una brújula. El experimento no tuvo éxito: la aguja se fundió.

### Geología y sismología
Hasta finales del siglo XX, Michell fue considerado importante sobre todo por sus trabajos sobre geología. Su ensayo geológico más importante, escrito después del terremoto de Lisboa de 1755, se titulaba "Conjeturas sobre la causa y observaciones sobre los fenómenos de los terremotos" (Philosophical Transactions, li. 1760). En este trabajo introdujo la idea de que los terremotos se propagan como ondas a través de la Tierra, y que implican los desplazamientos en los estratos geológicos que ahora se conocen como fallas. Fue capaz de estimar tanto el epicentro como el foco del terremoto de Lisboa, y también puede haber sido el primero en sugerir que un tsunami es causado por un terremoto submarino.
El ensayo de Michell no sólo aportó conocimientos sobre los terremotos, sino que, en términos más generales, representó un avance en la comprensión de la geología de la corteza terrestre. Reconoció que la Tierra se compone "de estratos regulares y uniformes", algunos de los cuales han sido interrumpidos por trastornos. "La parte más importante del documento de Michell sobre los terremotos", en opinión de un comentarista, "es el relato que contiene de lo que ahora se conoce como 'la corteza de la Tierra'" . Demostrando un notable conocimiento de los estratos geológicos en varias partes de Inglaterra y en el extranjero, se basó en sus propias observaciones para avanzar en la comprensión de la estratigrafía sedimentaria y fue el primero en definir la estratigrafía mesozoica en el Reino Unido.
En 1760, como resultado de este trabajo, fue elegido miembro de la Royal Society.
Una carta de 1788 a Henry Cavendish indicaba que Michell seguía interesado en la geología varias décadas después de su trabajo sobre los terremotos.

### Magnetismo
Michell estudió el magnetismo y descubrió la "ley del cuadrado inverso", el hecho de que la fuerza magnética ejercida por cada polo de un imán disminuye en proporción al cuadrado de la distancia entre ellos. Su trabajo de 1750 Tratado de imanes artificiales, que fue escrito para marineros y fabricantes de instrumentos y pretendía ser un manual práctico sobre cómo fabricar imanes, incluía una lista de las "Propiedades de los cuerpos magnéticos" que representaba una importante contribución a la comprensión del magnetismo.

## Honores
El asteroide (7063) Johnmichell fue nombrado así en su honor.